# Jonny Nordlund
Mats Jonny Nordlund, född 24 september 1967 i Gällivare, är en manusförfattare och tecknare till serien 91:an, som även tecknat serier som Palle & Jonte, Spurt och Den stora finalen. Han har även tuschat Bud Graces serie Ernie.
Nordlund har flera gånger bytt tecknarstil. Han började teckna 91:an år 1984, då som 16-åring var han mycket inspirerad av 91:ans skapare Rudolf Petersson. Han rensade sedan bort detaljer i bakgrunden av sina teckningar och känns idag mycket igen på de kraftiga linjerna i sina serier.
Nordlund är bosatt i Råneå, och gör runt 50 avsnitt till 91:an per år.